# Папазян, Ваган Акопович
Вага́н Ако́пович Папазя́н (арм. Վահան  Փափազյան, 29 января 1957, Ереван, Армянская ССР) — армянский политический деятель и государственный деятель.
- 1979 — окончил иранское отделение факультета востоковедения ЕрГУ.
- 1980—1991 — работал в Институте истории Академии наук.
- 1987 — защитил кандидатскую диссертацию и получил научное звание кандидата исторических наук.
- Декабрь 1991 — стал советником президента, позже был назначен временным поверенным в делах Армении во Франции
- Февраль 1993 — занял пост министра иностранных дел.
- Ноябрь 1996 — покинул пост министра иностранных дел.